# Plosjtsjad Pobedy

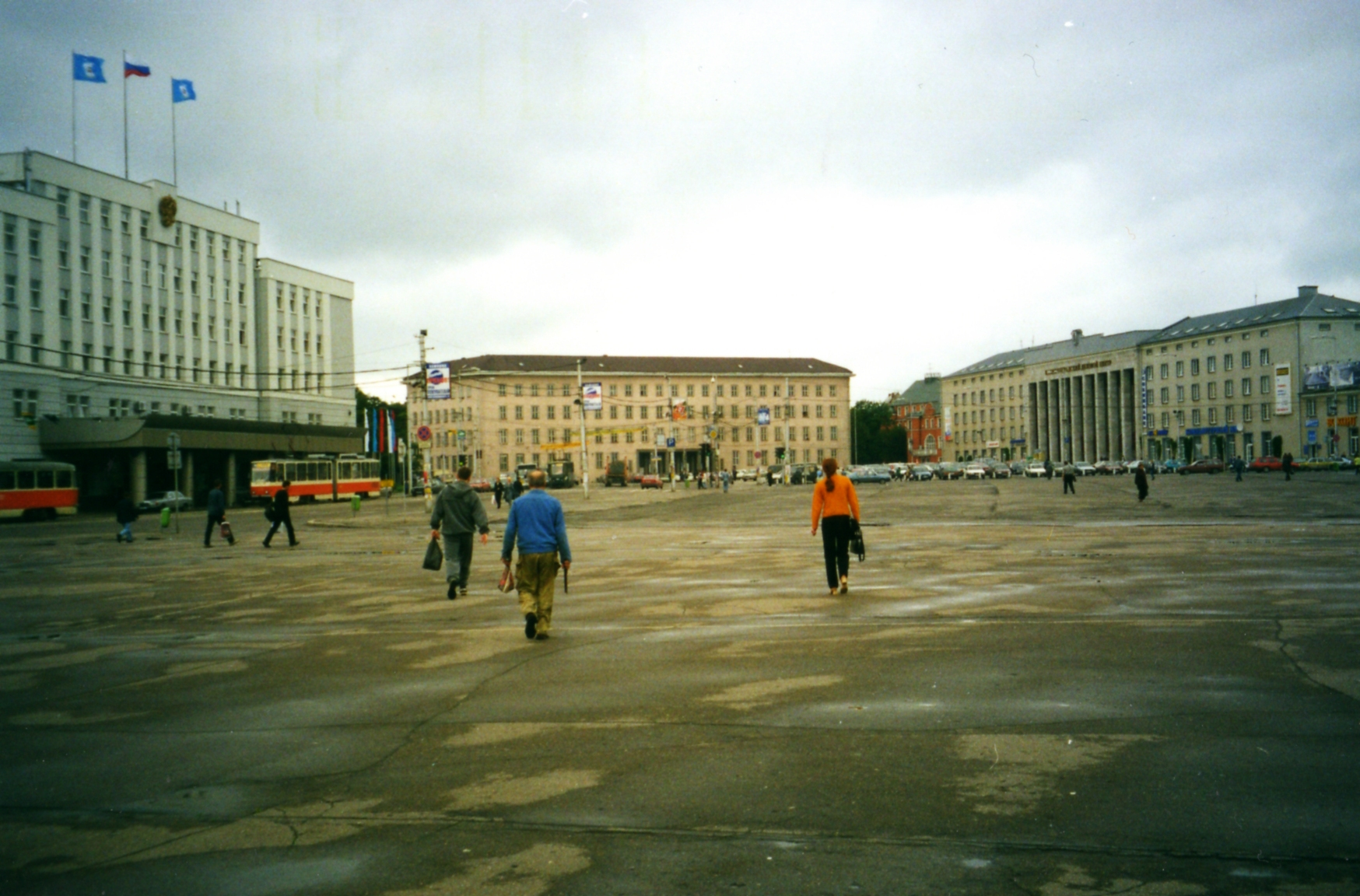
Plosjtsjad Pobedy in 2002

Plosjtsjad Pobedy (Russisch: Площадь победы, “Plein van de Overwinning”) is het centrale plein van de Russische stad Kaliningrad.
Tot 1934 heette het plein Hansaplatz en werd door nazi’s hernoemd in Adolf-Hitler-Platz. Nadat het historische centrum van Koningsbergen verwoest was, ontwikkelde Plosjtsjad Pobedy tot het nieuwe stadscentrum. Vandaag de dag bevinden zich aan het plein talrijke banken, bedrijven, inkoopcentra en het stadsbestuur. 
Het in 1923 gebouwde raadhuis door architect Hans Hopp is na een verbouwing nog steeds de zetel van het stadsbestuur. In de omgeving van het plein liggen verscheidene gerenoveerde villa's die een indruk gegeven van de rijkdom van het historische Koningsbergen. Andere prominente gebouwen zijn het voormalige gerechtsgebouw (nu universiteit) met een barokke portaal, het voormalige hoofdbureau van politie (tijdens de Sovjet-periode was hier de KGB ondergebracht) en het voormalige Oberpostdirektion (nu zetel van de generale staf van de Baltische Vloot).
Tijdens het 750-jarig bestaan van Kaliningrad in 2005 werd het plein representatief uitgebeeld, dit kwam vooral door de fonteinen in het midden van plein en de geopende Christus de Verlosserkathedraal. Het Lenin-monument, dat voor de kathedraal bevond werd van het plein verwijderd en in het voorjaar van 2006 op een andere plek in Kaliningrad neergezet.